# 同帥市
同帅市是越南东南部平福省的省莅，面积为167.32平方公里，2019年总人口108595人。
1965年越南战争时，在此发生过同帅战役。

## 地理
同帅市北、东、南接同富县，西接真诚市社，西南接平阳省富教县。

## 历史
1976年2月，同帅市区域隶属小江省同帅县管辖。
1977年3月11日，同帅县和富教县合并为同富县。
1994年8月1日，同富县同帅社分设为同帅市镇和同心社。
1996年11月6日，小江省分设为平阳省和平福省，同富县划归平福省管辖，同帅市镇成为平福省莅。
1999年9月1日，同富县以同帅市镇1市镇和新城社、新福社、顺利社、新兴社部分区域析置同帅市社；同帅市社下辖新同坊、新春坊、新平坊、新富坊、进城社、新城社、进兴社4坊3社。
2007年3月28日，新春坊析置新善坊。
2014年11月25日，同帅市社被评定为三级城市。
2018年10月16日，进城社改制为进城坊，同帅市社改制为同帅市。

## 行政区划
同帅市下辖6坊2社，市人民委员会位于新同坊。
- 新平坊（Phường Tân Bình）
- 新同坊（Phường Tân Đồng）
- 新富坊（Phường Tân Phú）
- 新善坊（Phường Tân Thiện）
- 新春坊（Phường Tân Xuân）
- 进城坊（Phường Tiến Thành）
- 新城社（Xã Tân Thành）
- 进兴社（Xã Tiến Hưng）